# Anton Schendrik

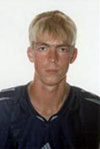
Anton Schendrik

Anton Serhijowytsch Schendrik (ukrainisch Антон Сергійович Шендрік; * 26. Mai 1986 in Simferopol) ist ein ukrainischer Fußballspieler.
Der Abwehrspieler begann seine Karriere 2005 beim Drittligisten Jalos Jalta. 2006 ging er nach Krasnoperekopsk und 2007 nach Dniprodserschynsk. Im nächsten Jahr wechselte er zum Erstligisten Wolyn Luzk. Er hatte dort aber keine Einsätze und ging nach einem halben Jahr zu Ihroservice Simferopol in die zweite Liga. Anfang 2009 wechselte er zu Zakarpattya Uschhorod und schaffte mit dem Klub den Aufstieg in die Premjer-Liha. Die nächste Saison war jedoch nicht erfolgreich. Im September 2009 wurde er nach einem positiven Dopingtest für einen Monat gesperrt und am Ende der Runde stieg Uschhorod direkt wieder ab. 2011 ging er wieder in die Premjer-Liha zu Obolon Kiew. Doch auch mit diesem Verein konnte er nicht die Klasse halten und er verließ Kiew und wechselte zum Mitabsteiger PFK Oleksandrija.